# Eukiefferiella excellens
Eukiefferiella excellens är en tvåvingeart som beskrevs av Lars Zakarias Brundin 1956. Eukiefferiella excellens ingår i släktet Eukiefferiella och familjen fjädermyggor. Inga underarter finns listade i Catalogue of Life.